# Hydrolaetare schmidti
Hydrolaetare schmidti é uma espécie de anfíbio  da família Leptodactylidae.
Pode ser encontrada nos seguintes países: Brasil, Colômbia, Guiana Francesa, Peru e possivelmente em Bolívia.
Os seus habitats naturais são: florestas subtropicais ou tropicais húmidas de baixa altitude, pântanos subtropicais ou tropicais, rios e marismas de água doce.